# Tam thất giả
Tam thất giả hay còn gọi là thổ tam thất, bầu đất dại, nam bạch truật, ngải rét, dru baba cao, kuê mang, (danh pháp khoa học: Gynura pseudochina) là một loài thực vật có hoa trong họ Cúc. Loài này được (L.) DC. mô tả khoa học đầu tiên năm 1838.